# Ла Бертолда (Модена)
Ла Бертолда је насеље у Италији у округу Модена, региону Емилија-Ромања.
Према процени из 2011. у насељу је живело 35 становника. Насеље се налази на надморској висини од 24 м.